# Matilda (chanson)
Pour les articles homonymes, voir Matilda.
Singles de Alt-J
Bloodflood
(2012) Breezeblocks
(2012)
Matilda est une chanson du groupe anglais Alt-J extraite en 2012 de l'album studio An Awesome Wave (2012). Elle est inspirée du film Léon, du réalisateur français Luc Besson. La chanson a été écrite par Joe Newman, Gus Unger-Hamilton, Gwilym Sainsbury, Thom Green et Murad Merali et produite par Charlie Andrew.

## Liste des pistes
Téléchargement digital
1. Matilda - 3:48

10"
1. Matilda - 3:48
2. Fitzpleasure - 3:39

7"
1. Matilda - 3:48
2. Matilda (Johnson Somerset Radio Mix)

EP iTunes
1. Matilda - 3:48
2. Fitzpleasure - 3:39
3. Matilda (Remix) - 3:49
4. Fitzpleasure (bretonLABS Ghost Remix) - 4:23

## Crédits
- Alt-J (∆) – Chant
- Charlie Andrew – Production
- Joe Newman, Gus Unger-Hamilton, Gwilym Sainsbury, Thom Green – Composition
- Infectious Music – Label

## Classements
| Classement (2010)                     | Meilleure position |
| ------------------------------------- | ------------------ |
| Belgique (Ultratop)                   | 109                |
| France                                | 6                  |
| Royaume-Uni (Official Charts Company) | 95                 |
| Royaume-Uni (UK Indie Chart)          | 7                  |

## Historique des sorties
| Pays        | Date            | Format                 | Label      |
| ----------- | --------------- | ---------------------- | ---------- |
| Royaume-Uni | 10 janvier 2012 | Téléchargement digital | Infectious |
| Royaume-Uni | EP, vinyle 10"  | 24 février 2012        | Infectious |
| Royaume-Uni | vinyle 7"       | 10 décembre 2012       | Infectious |